# Къзлар
Къзлар или Къслар (на гръцки: Κιζάρι, Кизари, катаревуса Κιζάριον, Кизарион) е село в Западна Тракия, Гърция. Селото е част от дем Марония-Шапчи.

## География
Селото е разположено на 10 километра североизточно от Шапчи (Сапес).

## История
В XIX век Къзлар е българско село в Гюмюрджинска кааза в Одринския вилает на Османската империя. Според „Етнография на вилаетите Адрианопол, Монастир и Салоника“, издадена в Константинопол в 1878 година и отразяваща статистиката на населението от 1873 година, Казалар (Kazallar) има 32 домакинства и 150 жители българи.
През 90-те години на 19 век в селото под влияние на съседното Калайджидере (Каситера) започва откъсване от българското население от гърцизма и признаване на Българската екзархия.
| Църковно-училищни и революционни дейци | Църковно-училищни и революционни дейци |
| Име                                    | Бележка                                |
| -------------------------------------- | -------------------------------------- |
| 1. Неделчо Димитров                    | свещеник                               |
| 2. Ив. Пляката                         |                                        |
| 3. Трайко Михалев                      | учител                                 |
| 4. Кралю Забунов                       |                                        |
| 5. Георги Божинов                      |                                        |

Според статистиката на професор Любомир Милетич в 1912 година в селото живеят 60 български екзархийски семейства смесени 40 семейства турци.